# Poullaouen

Poullaouen este o comună în departamentul Finistère, Franța. În 1 ianuarie 2022 avea o populație de 1.466 de locuitori.